# ニッショー (愛知県)

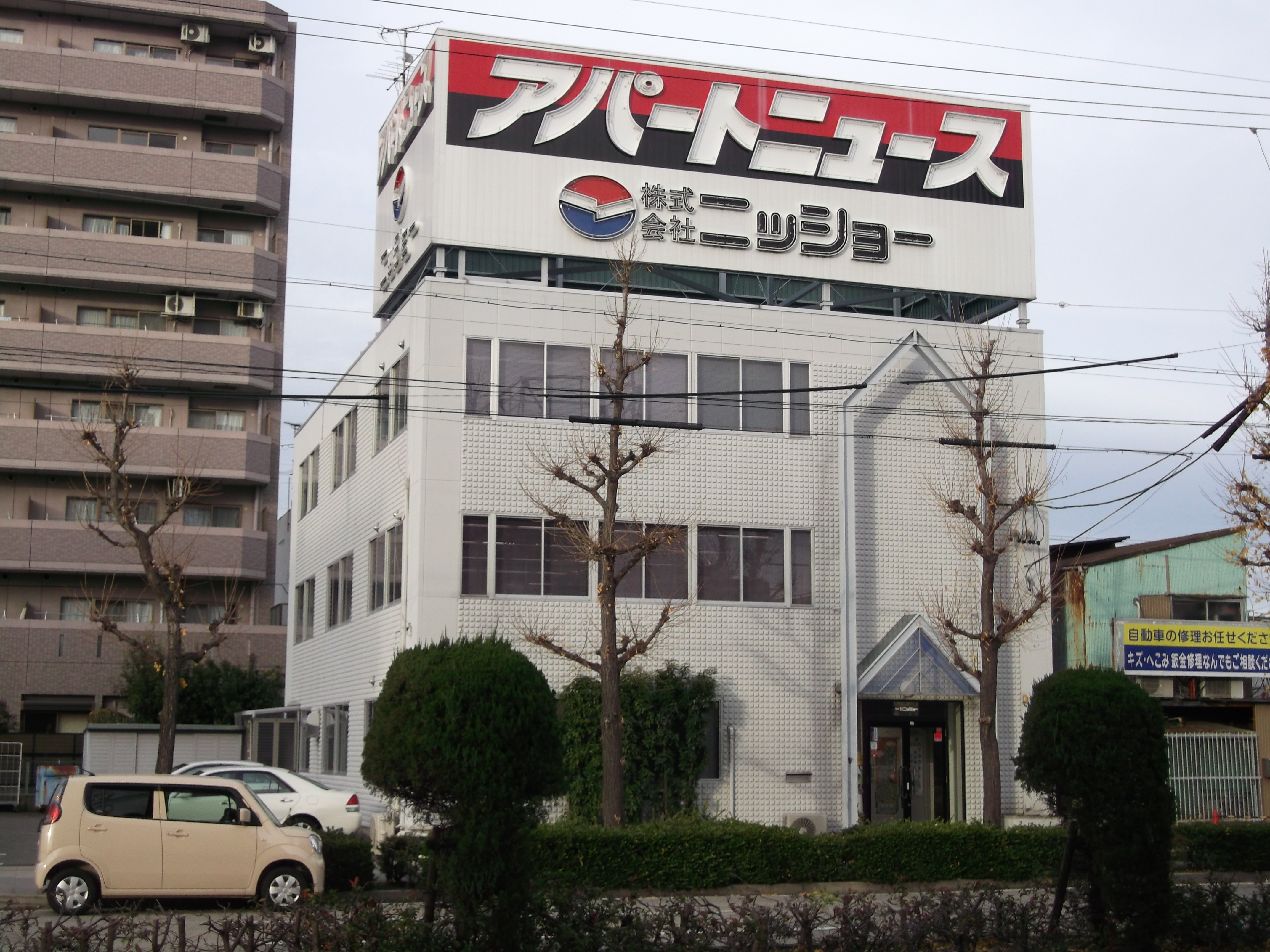
旧本社ビル（2013年12月）

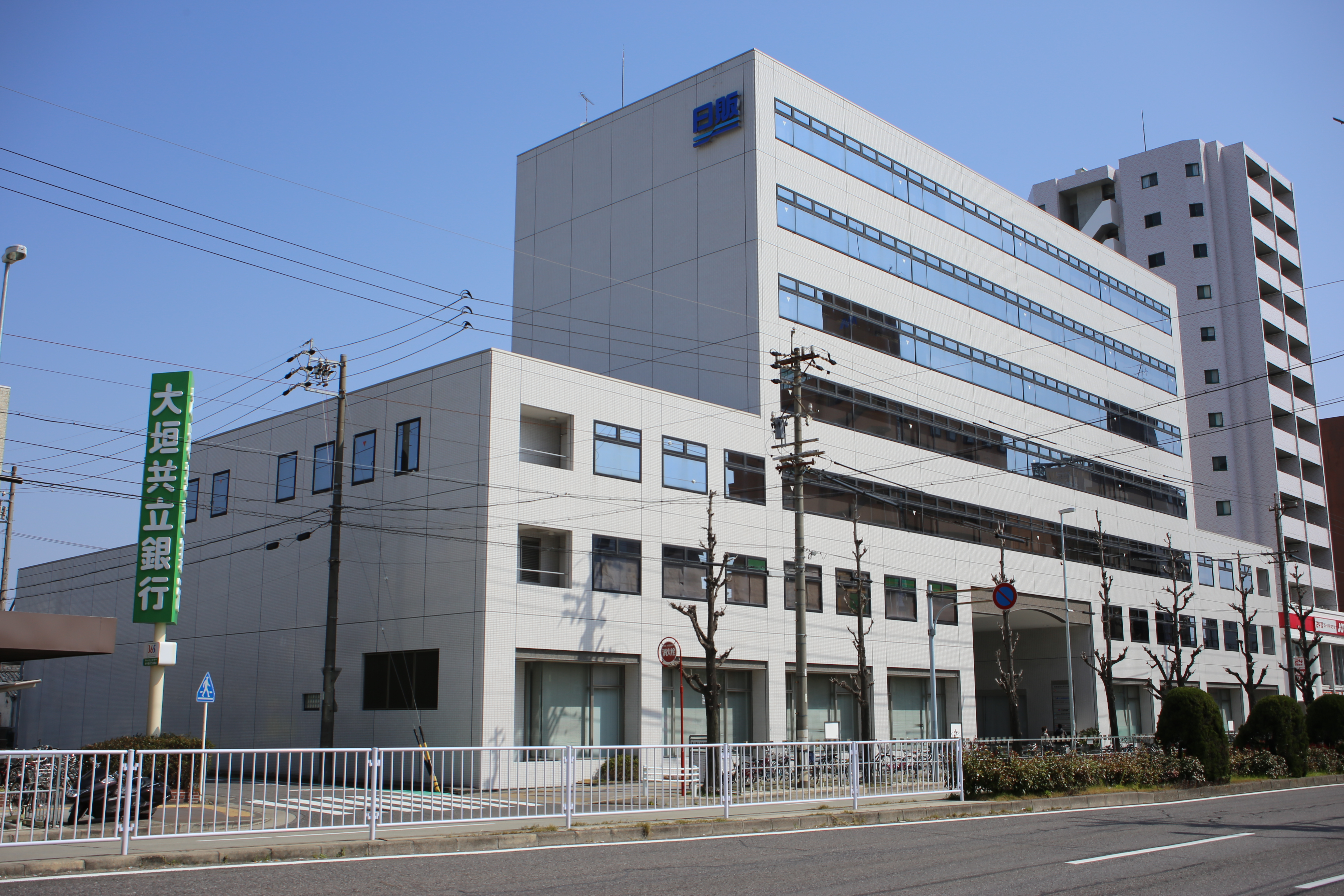
本社建て替え中に仮入居していた日販名古屋ビル（2016年3月）

株式会社ニッショーは、愛知県名古屋市北区城見通に本社を置き、集合住宅の賃貸などを業務とする会社である。

## 概要
- 商号：株式会社ニッショー[1]
- 本社所在地：名古屋市北区城見通2丁目10番地1[1]（2016年1月から同年7月までは本社建て替えの為、名古屋市北区城見通3丁目5番地　日販名古屋ビル5Fにて営業）
- 創業：1972年7月[1]
- 設立：1973年10月[1]
- 資本金：9,000万円[1]
- 従業員数：696名[1]
- リアルエステートジャパン（フジ・メディア・ホールディングス傘下）と連携し、外国人対応物件の情報配信及び、外国人入居者ハウジングサービスの提供を行っている。

## 事業所

### 支店
- 小田井[2]
- 浄心[2]
- 黒川[2]
- 大曽根[2]
- 名駅[2]
- 中村[2]
- 高畑[2]
- 東海通[2]
- 栄[2]
- 金山[2]
- 熱田[2]
- 守山[2]
- 千種[2]
- 池下[2]
- 本山[2]
- 星ヶ丘[2]
- 本郷[2]
- 藤ヶ丘[2]
- 御器所[2]
- 杁中[2]
- 八事[2]
- 塩釜口[2]
- 植田[2]
- 平針[2]
- 野並[2]
- 徳重[2]
- 新瑞[2]
- 緑[2]
- 尾張旭[2]
- 長久手[2]
- 日進[2]
- 豊明[2]
- 大府[2]
- 新豊田[2]
- 豊田[2]
- 知立[2]
- 刈谷[2]
- 安城[2]
- 西尾・碧南[2]
- 岡崎[2]
- 岡崎南[2]
- 豊川[2]
- 豊橋[2]
- 豊橋南[2]
- 扶桑・犬山[2]
- 一宮[2]
- 一宮駅前[2]
- 稲沢[2]
- 海部東[2]
- 蟹江[2]
- 津島[2]
- 北名古屋[2]
- 岩倉・江南[2]
- 小牧[2]
- 春日井[2]
- 勝川[2]
- 東海[2]
- 知多・常滑[2]
- 半田[2]
- 岐阜[2]
- 岐阜鶉[2]
- 岐阜南[2]
- 岐阜北[2]
- 岐阜西[2]
- 各務原[2]
- 関[2]
- 可児[2]
- 大垣[2]
- 大垣北[2]
- 桑名[2]
- 四日市北[2]
- 四日市[2]
- 鈴鹿白子[2]
- 鈴鹿[2]
- 津[2]
- 松阪[2]

### 管理事業部営業所
- 名古屋北[3]
- 名古屋西[3]
- 名古屋中[3]
- 名古屋東[3]
- 名古屋南[3]
- 千種[3]
- 中村[3]
- 愛知南[3]
- 愛知東[3]
- 東外堀[3]
- 山手通[3]
- 大府[3]
- 愛知西[3]
- 愛知北[3]
- 知多[3]
- 豊田[3]
- 豊田北[3]
- 三河[3]
- 岡崎[3]
- 豊橋[3]
- 岐阜[3]
- 大垣[3]
- 三重[3]
- 三重南[3]

## 関連会社
- 株式会社ニッショー.jp（2014年10月にアパートニュース出版株式会社から社名変更） - webサイト「ニッショー.jp」の運営・管理・企画・編集・制作・広告代理。またアパートニュース出版時代は賃貸物件紹介雑誌「アパートニュース」[注 1]の発行元でもあった。愛知県、岐阜県、三重県を販売エリアとした。
- 株式会社ニッショーライフ - 建物メンテナンス業務全般
- 株式会社リアルエスト - 賃貸住宅の一括借上
- ニッショー住販事業本部（リアルエスト内） - 不動産売買の仲介・代理・売主。2002年10月頃までは別会社（ニッショー住販株式会社）だった。
- 株式会社セイワ - 建物内外の保守管理・清掃業務

## CM
かつてはDALEを起用していた。現在はオリジナルキャラクター「サガッシー」と「ミツケール」と「ツクルーノ」を起用している。
2014年1月から暫く、期間限定で「ご当地アイドル総選挙」にエントリーしているアイドルグループが登場するCMが流れていた。